# Alpine (Arizona)
Alpine es un lugar designado por el censo ubicado en el condado de Apache en el estado estadounidense de Arizona. En el Censo de 2010 tenía una población de 145 habitantes y una densidad poblacional de 90,1 personas por km².

## Geografía
Alpine se encuentra ubicado en las coordenadas 33°50′44″N 109°8′37″O / 33.84556, -109.14361. Según la Oficina del Censo de los Estados Unidos, Alpine tiene una superficie total de 2.59 km², de la cual 2.59 km² corresponden a tierra firme y (100%) 2.59 km² es agua.

## Demografía
Según el censo de 2010, había 145 personas residiendo en Alpine. La densidad de población era de 90,1 hab./km². De los 145 habitantes, Alpine estaba compuesto por el 95.86% blancos, el 0% eran afroamericanos, el 0.69% eran amerindios, el 0% eran asiáticos, el 0% eran isleños del Pacífico, el 1.38% eran de otras razas y el 2.07% pertenecían a dos o más razas. Del total de la población el 6.21% eran hispanos o latinos de cualquier raza.